# Petrus Hermanus Schrijvers
Petrus Hermanus Schrijvers, formell P. H. Schrijvers, auch Pieter Herman Schrijvers oder kurz Piet Schrijvers (* 28. Oktober 1939 in Amsterdam) ist ein niederländischer Altphilologe mit dem Schwerpunkt Latinistik.

## Leben
Nach dem Besuch des Ignatius Gymnasiums in Amsterdam studierte Schrijvers Klassische Philologie an der Universität von Amsterdam und Lateinische Sprache und Literatur an der Universität Paris IV Sorbonne. 1970 wurde er bei Anton Daniël Leeman (1921–2010) mit einer Dissertation zum Dichter Lukrez promoviert. 1977 wurde er zum Professor für Lateinische Philologie an der Universität Groningen ernannt, 1980 wechselte er in gleicher Funktion an die Universität Leiden; 2001 wurde er dort emeritiert. Seither betätigt er sich als literarischer Übersetzer lateinischer Literatur. Schrijvers gehört auch dem Herausgebergremium der Zeitschrift Mnemosyne und der Publikationsreihe der Mnemosyne Supplementa an.
1986 wurde er in die Koninklijke Nederlandse Akademie van Wetenschappen aufgenommen.

## Forschungsschwerpunkte
Schrijvers arbeitet vor allem zur lateinischen Dichtung (Lukrez, Vergil, Horaz und Lucan) und zur stoischen Philosophie des Seneca und deren Rezeptionsgeschichte (etwa des Horaz bei Willem Bilderdijk oder des Seneca philosophus in den Tagebüchern der Etty Hillesum) sowie zur antiken Medizin und Naturwissenschaft. Da sein Griechischlehrer am Ignatius College, A. M. Bent, ein Schüler von David Cohen, des Vorsitzenden des Judenrats von Amsterdam und Professors für Alte Geschichte an der Universität von Amsterdam, gewesen war und Cohen wie Schrijvers eine Vorliebe für Horaz hatte, kam Schrijvers dazu, eine Biographie auf dem Gebiet der Geschichte der Altertumskunde zu verfassen. Eine weitere Arbeit in dieser Ausrichtung ist Petrus Burmannus Secundus gewidmet.
In den Niederlanden hat sich Schrijvers in den letzten Jahren einen Namen als Übersetzer lateinischer Literatur gemacht. Zu den übersetzten Werken gehören Justus Lipsius’ Schrift De constantia in publicis malis, Vergils Aeneis und Georgica, das Gesamtwerk des Horaz, das Lehrgedicht De rerum natura des Lukrez und drei Tragödien des Seneca (Medea, Phaedra, Troerinnen).

## Auszeichnungen
Für sein übersetzerisches Werk wurde Schrijvers verschiedentlich ausgezeichnet. 2007 wurde ihm der Oikos publieksprijs verliehen. 2011 erhielt er den Martinus Nijhoff Prijs, den bedeutendsten niederländischen Preis für literarisches Übersetzen, für seine Übertragung des Lehrgedichts De rerum natura des Lukrez.

## Schriften (Auswahl)
Monographien
- Horror ac divina voluptas. Études sur la poétique et la poésie de Lucrèce. Hakkert, Amsterdam 1970 (= Proefschrift Universität von Amsterdam). – Rez. von: E. J. Kenney, in: The Classical Review 22 1972, S. 348–351.  – Der Titel bezieht sich auf Buch 3, 28–29: his ibi me rebus quaedam divina voluptas / percipit atque horror.
- Eine medizinische Erklärung der männlichen Homosexualität aus der Antike (Caelius Aurelianus De morbis chronicis IV 9). B. R. Grüner Verlag, Amsterdam 1985, (online).
- Crise poétique et poésie de crise. La réception de Lucain aux XIXe et XXe siècles, suivi d'une interprétation de la scène „César à Troie“ (La Pharsale, 9,950–999). Amsterdam 1990 (Mededeelingen der Koninklijke Nederlandsche Akademie van Wetenschappen, Afd. Letterkunde, NR, D1 53, 1). – Rez. von J. H. Brouwers, in: Mnemosyne 49 1996, S. 356–358, (online).
- Rome, Athene, Jeruzalem. Leven en werk van prof. dr. David Cohen. Historische uitgeverij, Groningen 2000. – Rez. von: J. C. H. Blom, in: BMGN – Low Countries Historical Review 116/2, 2001, S. 198–203, (online) (PDF).

Reden
- Het lied van Iopas. Verbindingen van literatuur en natuurwetenschap in het Latijn. Antrittsrede gehalten anlässlich der Übernahme der Professur für lateinische Sprache und Literatur an der Reichsuniversität Groningen. Bouma's Boekhuis, Groningen 1978. Nachdruck in: De mens als toeschouwer, S. 9–27.
- Buiten de perken. Horatius’ dichtkunst en Bilderdijks „De kunst der poëzy“. Rede gehalten anlässlich der Übernahme der Professur für lateinische Sprache und Literatur an der Reichsuniversität Leiden. 1980.
- Sunt Lacrimae Rerum. Een bijdrage tot de geschiedenis der tranen. Abschiedsrede gehalten bei Eintritt in den Ruhestand von seiner Professur für lateinische Sprache und Literatur an der Reichsuniversität Leiden. 2001, (online) (PDF).

Sammlungen von Aufsätzen
- De mens als toeschouwer. Essays over Romeinse literatuur en Westeuropese traditie. Ambo, Baarn; Athenaeum-Polak & Van Gennep, Amsterdam 1986. – (Darin S. 190–208: Een filosoof in bezettingstijd. Over Seneca's brieven en het dagboek van Etty Hillesum.)
- Horatius. Dichter en moralist. Ambo, Baarn 1995. – Nachdruck der Aufsätze von Schrijvers zu Horaz.
- Lucrèce et les sciences de la vie. Brill, Leiden 1999 (Mnemosyne. Supplementum, Bd. 186), (online). – Nachdruck von elf Aufsätzen zu Lukrez’ Gedicht De rerum  natura aus der Zeit von 1974 bis 1997.
- Ik kan de muzen niet haten. Over poëtische geestdrift en stoïcijnse standvastigheid. Historische Uitgeverij, Groningen 2004. – (enthält eine Auswahl von Aufsätzen aus den letzten zwanzig Jahren zur lateinischen Dichtung und Philosophie, namentlich Seneca)

Aufsätze
- Le regard sur l’invisible. Étude sur l’emploi de l’analogie dans l’oeuvre de Lucrèce. In: Lucrèce. Huit exposés suivis de discussions. Entretiens péparés et présidés par Olof Gigon. Fondation Hardt, Vandœuvres / Genf 1978 (Entretiens sur l’Antiquité Classique, Tome XXIV), S. 77ff. (online).
  - Englische Fassung: Seeing the invisible. A study of Lucretius' use of analogy in De rerum natura. In: Monica Gale (Hrsg.): Oxford Readings in Classical Studies: Lucretius. Oxford University Press, Oxford 2007, S. 255–288, (online).
- Amicus liber et dulcis. Horace moraliste. In: Horace. L’oeuvre et les imitations. Un siècle d’interprétations. Neuf exposés suivis de discussions. Entretiens péparés et présidés par Walther Ludwig. Fondation Hardt, Vandœuvres / Genf 1993 (Entretiens sur l’Antiquité Classique, Tome XXXIX), S. 41–90. Discussion S. 91–93, (online).
- Petrus Burmannus Secundus (1713–1778). Latinist, geleerde en dichter. In: E. O. G. Haitsma Mulier et al. (Hrsg.): Athenaeum Illustre. Elf studies over de Amsterdamse Doorluchtige School, 1632–1877. Amsterdam University Press, Amsterdam 1997, S. 137–171.

Herausgeberschaften
- mit Philip J. van der Eijk und H. F. J. Horstmanshoff (Hrsg.): Ancient Medicine in Its Socio–Cultural Context. Papers read at the Congress Held at Leiden University 13–15 April 1992. Amsterdam 1995. – Rez. von Rebecca Flemming, in: Medical History 40 1996, S. 385–386, PMC 1037137 (freier Volltext)

Übersetzungen ins Niederländische
- Justus Lipsius, Over standvastigheid bij algemene rampspoed. Vertaald, ingeleid en van aantekeningen voorzien door P. H. Schrijvers. Ambo, Haam 1983.
- Vergilius, Aeneis. Uitgegeven, vertaald, ingeleid en van aantekeningen voorzien door Piet Schrijvers. Historische Uitgeverij, Groningen 1996.
- Horatius, Verzamelde gedichten. Zweisprachige Ausgabe. Historische Uitgeverij, Groningen 2003. – (Zuvor waren Teile separat veröffentlicht worden: die Ars Poetica 1980, die lyrischen Gedichte 1993, die Epoden 2000)
- Vergilius, Georgica – Landleven. Vertaald, ingeleid, en van aantekeningen voorzien door Piet Schrijvers. Historische Uitgeverij, Groningen 2004.
- Lucretius, De Natuur van de Dingen. Uitgegeven, vertaald, ingeleid en van aantekeningen voorzien door Piet Schrijvers. Historische Uitgeverij, Groningen 2008.
- Seneca, Medea, Phaedra, Trojaanse vrouwen. Vertaald, ingeleid en van aantekeningen voorzien door Piet Schrijvers. Historische Uitgeverij, Groningen 2013.